# 博茨瓦纳行政区划

博茨瓦纳行政区划

波札那分為10個行政區（districts）區下再設28個分區（subdistricts）： 
- 1.中部區（Central District）
- 2.杭濟區（Ghanzi District
- 3.卡拉哈迪區（Kgalagadi District）
- 4.卡特倫區（Kgatleng District）
- 5.奎嫩區（Kweneng District）
- 6.東北區（North-East District）
- 7.西北區（North-West District）
- 8.東南區（South-East District）
- 9.南部區（Southern District）
- 10.喬貝區（Chobe District）